# The Voices
The Voices is een Amerikaans-Duitse zwarte komedie uit 2014 onder regie van Marjane Satrapi. De film ging in première op op het Sundance Film Festival.

## Verhaal
Jerry is een ogenschijnlijk normale jongeman die gelukkig is met zijn werk in een fabriek van badkuipen en toiletten. Hij woont in een appartement samen met zijn kat Mr. Whiskers en zijn hond Bosco. Hij is echter ook schizofreen en wanneer hij zijn medicamenten niet neemt, hoort hij stemmen. Zijn kwaadaardige kat beveelt hem om vrouwen te vermoorden en hun hoofden bij te houden in zijn koelkast. Ondanks tegenkantingen van zijn hond volgt hij de bevelen van zijn kat op.

## Rolverdeling
| Acteur           | Personage                                                                     |
| ---------------- | ----------------------------------------------------------------------------- |
| Ryan Reynolds    | Jerry, Mr. Whiskers (stem) / Bosco (stem) / Deer (stem) / Bunny Monkey (stem) |
| Gulliver McGrath | De jonge Jerry                                                                |
| Anna Kendrick    | Lisa                                                                          |
| Gemma Arterton   | Fiona                                                                         |
| Jacki Weaver     | Dr. Warren                                                                    |
| Sam Spruell      | Dave                                                                          |
| Adi Shankar      | Trendy John                                                                   |
| Ella Smith       | Alison                                                                        |

## Prijzen & nominaties
| jaar | prijs                  | categorie             | genomineerde(n) | uitslag  |
| ---- | ---------------------- | --------------------- | --------------- | -------- |
| 2015 | Gérardmer Filmfestival | Prijs van het publiek | Marjane Satrapi | Gewonnen |
| 2015 | Gérardmer Filmfestival | Prijs van de jury     | Marjane Satrapi | Gewonnen |